# Тимочка млекарска задруга код Вражогрнца
Тимочка млекарска задруга код Вражогрнца је грађевина која је саграђена после Првог светског рата. С обзиром да представља значајну историјску грађевину, проглашена је непокретним културним добром Републике Србије. Налази се у Вражогрнцу, под заштитом је Завода за заштиту споменика културе Ниш.

## Историја
Тимочка млекарска задруга код Вражогрнца је грађена после Првог светског рата. Уз њу се налази дужа зграда на спрат где су у приземном делу чуване краве. Основана је 1930. године, а престала је са радом 1948. Зграда млекаре по фасади подсећа на стамбени објекат са карактеристикама грађанске архитектуре. Ентеријер са одељењима за израду млечних производа је садржао сирару, централно одељење за прање посуђа, хладњачу, подрум и ложницу. Иза зграде су касније дограђене просторије и бунар на северозападном углу. Овај споменик културе представља први индустријско прехрамбени објекат ове врсте у Србији. У централни регистар је уписана 14. јула 1993. под бројем СК 1003, а у регистар Завода за заштиту споменика културе Ниш 8. децембра 1992. под бројем СК 308.